# Road Avenger
Road Avenger (ook bekend als Road Blaster, Road Blaster FX, FX Blaster en Road Prosecuter), is een computerspel dat in 1985 uitkwam als arcadespel. Hierna werd het spel gepoort voor diverse platforms waaronder de Mega-CD. De speler speelt een pas getrouwde politieagent die een roekeloze bende genaamd S.C.U.M. moet oprollen. Deze bende terroriseert al jaren de snelwegen. Als op een zeker dag een vrouw wordt doorgereden kruipt de politieagent achter het stuur om eens en voor altijd af te rekenen met de bende. Het spel is opgedeeld in negen etappes.

## Platforms
| Jaar | Platform |
| ---- | -------- |
| 1985 | Arcade   |
| 1992 | Mega-CD  |

- In 2009 kwam het spel uit voor de Sharp X68000.
- In 2012 kwam het spel Super Road Blaster uit voor de SNES.

## Ontvangst
| Beoordeeld door          | Platform | Datum            | Score |
| ------------------------ | -------- | ---------------- | ----- |
| GameFan Magazine         | Mega-CD  | januari 1993     | 96%   |
| Just Games Retro         | Mega-CD  | 15 april 2005    | 94%   |
| Sega-16.com              | Mega-CD  | 20 oktober 2005  | 90%   |
| HonestGamers             | Mega-CD  | 13 juni 2008     | 90%   |
| GameHall                 | Mega-CD  | 3 september 2005 | 88%   |
| GameCola.net             | Mega-CD  | juli 2007        | 87%   |
| The Video Game Critic    | Mega-CD  | 14 februari 2003 | 83%   |
| SEGA-Mag (Objectif-SEGA) | Mega-CD  | 22 december 2008 | 80%   |
| Shin Force               | Mega-CD  | 20 augustus 2006 | 79%   |
| neXGam                   | Mega-CD  | 2002             | 64%   |